# Isabella II. (Jerusalem)

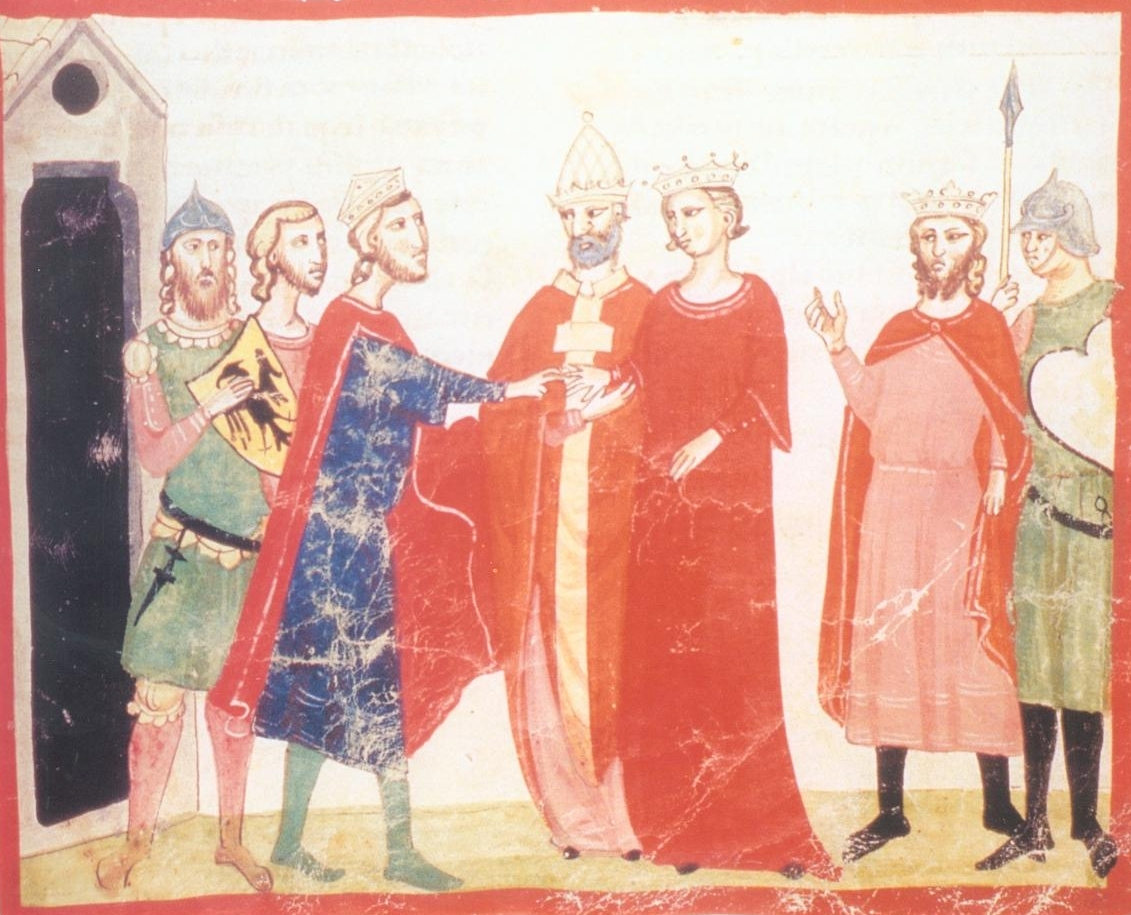
Die Hochzeit Friedrichs II. mit Isabella II. von Jerusalem. Neben der Braut steht ihr Vater Johann von Brienne. Giovanni Villani, Nuova Cronica, 14. Jahrhundert, Rom, Biblioteca Apostolica Vaticana, Codex Chigi LVIII 296, fol. 74r.

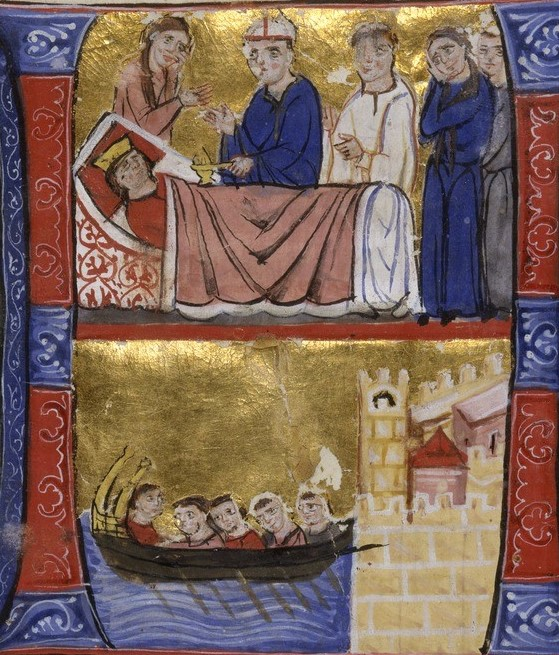
Der Tod der Isabella von Jerusalem, Miniatur in einer Handschrift aus dem 13. Jahrhundert

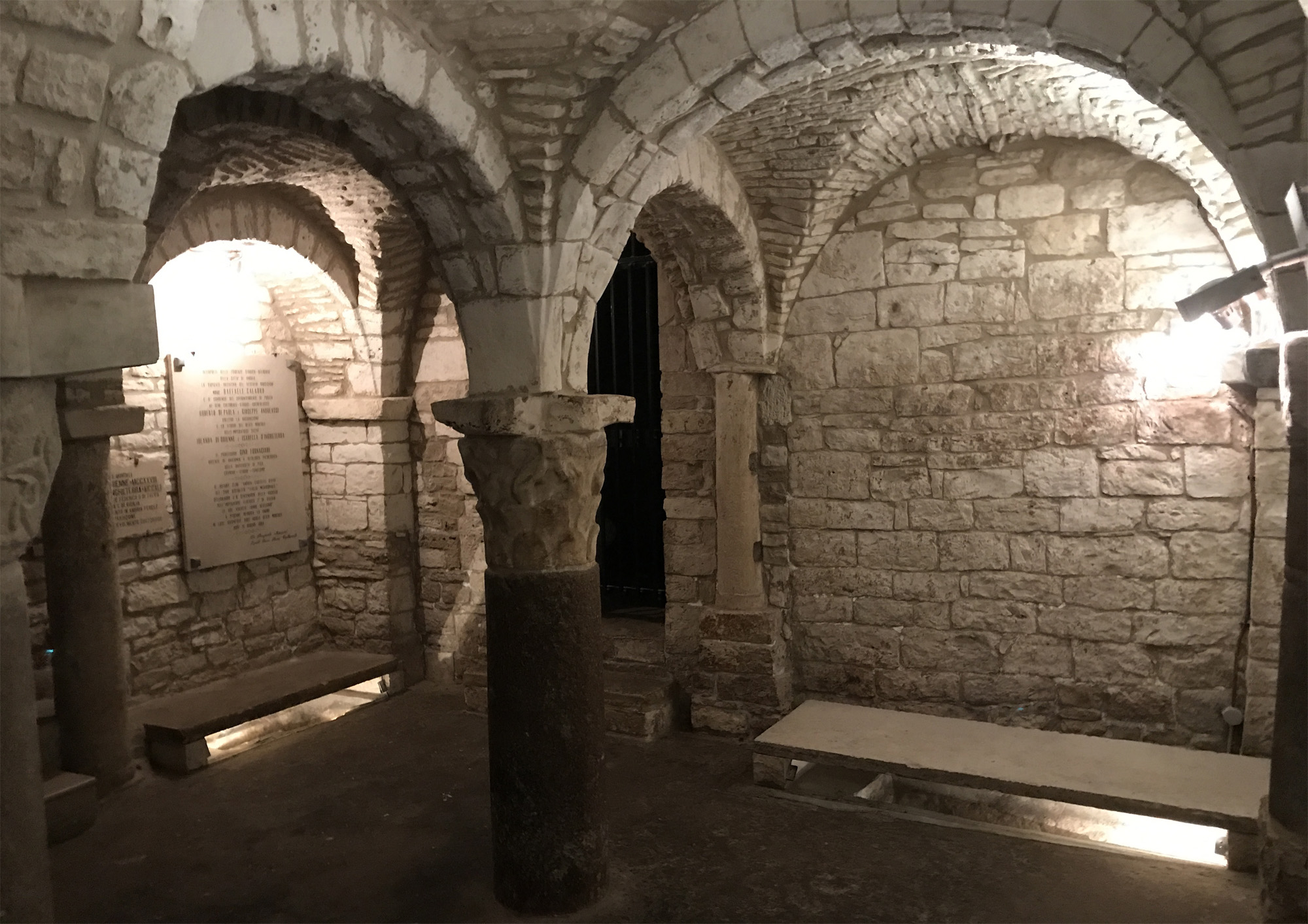
Isabella soll in der Krypta der Kathedrale von Andria in einem Sarg in einer der beiden Bodennischen bestattet sein.

Isabella II. (* 1212 in Akkon; † wenige Tage nach dem 25. April 1228 in Andria) war eine Königin von Jerusalem aus dem Haus Brienne und die zweite Ehefrau des römisch-deutschen Kaisers Friedrich II. Bei dem ihr häufig zugeschriebenen Zweitnamen Jolanda (oder ähnlich) handelt es sich offenbar um einen frühneuzeitlichen Irrtum.

## Name
Isabella II. trägt ihren Namen (zeitgenössisch auch Isabel, Izabel, Isabeau, Ysabell, Hysabella, Elisabeth) nach ihrer mütterlichen Großmutter, Königin Isabella I. von Jerusalem. Seit dem 17. Jahrhundert taucht die Angabe auf, sie sei auch als Jolanda (Yoland, Iole, Iolantha oder ähnlich) bekannt gewesen, doch ist diese Namensform weder zeitgenössisch (in Urkunden und Geschichtswerken) noch jahrhundertelang nach ihrem Tod nachweisbar. Spätere Historiker, auch Koryphäen wie Steven Runciman, nutzten den falschen Namen, ohne seine Herkunft zu hinterfragen.

## Leben
Sie wurde als Tochter des Königspaares von Jerusalem, Johann von Brienne und Maria von Montferrat, in Akkon geboren. Ihre Mutter starb kurz nach ihrer Geburt. Da die Königswürde von ihrer Mutter herrührte, hatte ihr Vater nach deren Tod keinen direkten Anspruch auf den Thron. Stattdessen wurde die neugeborene Isabella 1212 deren Nachfolgerin als Königin von Jerusalem. Wegen ihrer Minderjährigkeit blieb ihr Vater Johann aber bis 1225 Regent. Im November 1225 vermählte sich Kaiser Friedrich II. aufgrund dynastischer Interessen mit der dreizehnjährigen Königin. Diese Verbindung wurde durch Legaten von Papst Honorius III. vermittelt, der wegen territorialer Interessen der römischen Kurie auf einen baldigen Beginn des von Friedrich II. anlässlich der Krönung 1219, ausgelobten Teilnahme am Fünften Kreuzzug bestand.
Die Trauung fand am 9. November 1225 in der Kathedrale von Brindisi statt. Friedrich beanspruchte prompt das Königreich Jerusalem für sein Haus, was unmittelbar zum Bruch mit dem Brautvater Johann von Brienne führte. Schon in der Brautnacht betrog Friedrich seine Gemahlin mit ihrer eigenen Cousine Anais von Brienne. Die Ehe ist als indifferent zu bezeichnen, der Kaiser scheint an seiner Gemahlin wenig Interesse gehabt zu haben, bezeichnete die noch sehr junge Isabella sogar öffentlich als „Küken“. Trotzdem schenkte sie ihm zwei Kinder, ein Mädchen 1226, das bald nach der Niederkunft starb, sowie im Jahre 1228 den Sohn Konrad. Wenige Tage nach dessen Geburt starb sie, vermutlich an Kindbettfieber.
Isabella wurde von ihrem Gemahl nach der Trauung erst nach Terracina (bei Neapel), dann nach Monreale unweit Palermos geschickt. Sie hielt sich im August 1227 im Kreuzfahrerlager unweit Brindisi bei Friedrich auf, während eine verheerende Seuche unter den Kreuzfahrern wütete. Ende August 1227 begab sie sich nach Otranto, wo der Kaiser sich endgültig von ihr verabschiedete. Hier traf der wohl auch selbst erkrankte Friedrich den Entschluss, den Kreuzzug angesichts der schweren Verluste (auch sein Marschall Ludwig IV. von Thüringen und wohl auch der päpstliche Legat Konrad von Urach fielen der Krankheit zum Opfer) abzubrechen.
Nach Isabellas Tod war Friedrich aus dem Recht seines unmündigen Sohnes Konrad Regent von Jerusalem, nahm während seines 1228/29 schließlich durchgeführten Kreuzzugs nach Verhandlungen mit Sultan al-Kamil Jerusalem 1229 in Besitz und proklamierte sich in der Grabeskirche selbst zum König von Jerusalem. Die Rechtslage Konrads Stellung betreffend bleibt in den zeitgenössischen Berichten über diese Proklamation unklar und blieb auch in den nächsten Jahrzehnten umstritten, da Friedrichs Position von der Mehrheit des Kreuzfahreradels und der Kirche nicht anerkannt wurde.
Isabella wurde in der Krypta der Kathedrale von Andria bestattet, wo auch Isabella von England, die dritte Ehefrau Friedrichs, begraben liegt.